# غريغ مورتنسون
غريغ مورتنسون (بالإنجليزية: Greg Mortenson)‏ (ولد في 27 ديسمبر 1957) هو متحدث أمريكي محترف، كاتب ومتسلق جبال سابق. وهو المؤسس المشارك والمديرالتنفيذي السابق لمعهد آسيا الوسطى الغير ربحي ومؤسس جمعية (بينيز فور بيس «بنسات لأجل السلام») الخيرية للتعليم. وفي عام 2012، قام مورتنسون بسداد مبلغ مليون دولار إلى الجهاز الأعلى للرقابة المالية بعد إجراء تحقيق من قبل النائب العام في مونتانا، على الرغم من عدم العثور على أي جريمة.
مورتنسون هو المؤلف المشارك لكتاب "ثلاثة فناجين شاي" الذي بقي في قائمة نيويورك تايمز للكتب الأكثر مبيعا لمدة 220 أسبوعا. نشر الكتاب بـ 47 لغة. مورتنسون أيضاً هو مؤلف كتاب حجارة نحو المدارس: نشر السلام بالكتب لا القنابل في أفغانستان وباكستان.

## النشأة
ولد مورتنسون في 1957 في سانت كلاود، مينسوتا. والداه، إرفن وجيرين، ذهبا مع الكنيسة اللوثرية إلى تنجنيقا «تنزانيا الآن» في 1958 للعمل كمدرسين في مدرسة فتيات في جبال أوسامبرا. أصبح ديمبسي مدير جمع التبرعات ومدير التطوير لمركز كليمنجارو الطبي المسيحي، وهو أول مستشفى تعليمي في تنزانيا. كان جيرين هو المؤسس الرئيسي للمدرسة الدولية «موشي». وبقضاء فترة طفولته المبكرة ومراهقته في تنزانيا، تعلم مورتينسون تحدث اللغة السواحيلية بطلاقة. 

في أوائل السبعينات، عندما كان عمره 15 عاما، غادر مورتنسون وعائلته تنزانيا وانتقل إلى مينيسوتا. حضر مدرسة رمزي الثانوية في روزفيل، مينيسوتا، من 1973-1975، حيث تخرج.

بعد المدرسة الثانوية، خدم مورتنسون في الجيش الأمريكي في ألمانيا من 1975-77 وحصل على وسام تكريم الجيش. وبعد تفرغه، التحق بكلية كونكورديا في مورهاد، مينيسوتا، من 1977إلى 1979 بمنحة رياضية (كرة قدم). وفي عام 1978، فاز فريق كونكورديا كوليج لكرة القدم بالبطولة الوطنية للرابطة الوطنية لألعاب القوى بين الكليات «الشعبة الثالثة» بفوزه 7-0 على فيندلاي، أوهايو. 
 تخرج مورتنسون من جامعة ساوث داكوتا في عام 1983 مع درجة البكالوريوس في الدراسات الليبرالية ودرجة الزمالة في التمريض.

## العمل الإنساني والمسيرة العملية
يصف مورتنسون بداية رحلته للعمل الإنساني في كابة الأكثر مبيعا، ثلاثة فناجين شاي، عندما سافر إلى باكستان في 1993 لتسلق ثاني أكبر جبل في العالم، جبل كي تو K2, كتذكار لشقيقته كريستا. بعد أكثر من 70 يوما على الجبل الواقع في سلسلة كاراكورام الجبلية، فشل مورتنسون في الوصول إلى قمة الجبل. في وقت سابق، كان مورتنسون وزميله المتسلق سكوت دارسني، مشاركين في عملية إنقاذ مدتها 75 ساعة لمتسلق آخر، إتيَن فاين، ما جعلهم في حالة ضعيفة. بعد عملية الإنقاذ، نزل من الجبل وانطلق مع أحد الحمالين البالتيين، مظفر علي، لأقرب مدينة.

## روابط خارجية
- غريغ مورتنسون على موقع IMDb (الإنجليزية)
- غريغ مورتنسون على موقع كينوبويسك (الروسية)